# Fresnoy-le-Grand
Fresnoy-le-Grand é uma comuna francesa na região administrativa de Altos da França, no departamento de Aisne. Estende-se por uma área de 15,07 km². Em 2010 a comuna tinha 3 022 habitantes (densidade: 200,5 hab./km²).